# John Mowbray, 4. Duke of Norfolk
John Mowbray, 4. Duke of Norfolk KG (* 18. Oktober 1444; † 14. Januar 1476) war ein englischer Adliger aus dem Geschlecht Mowbray. Seine Eltern waren John Mowbray, 3. Duke of Norfolk (1415–1461), und Eleanor Bourchier, Tochter von Wilhelm Bourchier, Graf von Eu, und Anne of Gloucester, Countess of Buckingham. John ist über Anne of Gloucester ein Ururenkel Eduards III.
Beim Tode seines Vaters 1461 übernahm er dessen Titel sowie den Titel des Marschalls von England.
John war mit Elisabeth Talbot, Tochter von John Talbot, 1. Earl of Shrewsbury, und von dessen zweiter Frau Margarete Beauchamp, verheiratet. Da beim Tode Johns 1476 nur eine Tochter, Anne Mowbray, als Erbe am Leben war, erlosch so das Dukedom Norfolk im Mannesstamm. Anne Mowbray wurde als reiche Erbin 1478 mit dem zweitältesten Sohn Eduards IV., Richard of Shrewsbury, 1. Duke of York, bereits im Alter von fünf Jahren verheiratet. Richard erhielt 1481 zusätzlich den erloschenen Titel des Duke of Norfolk. Da Verwandte der Familie Mowbray, die Familie Howard, sich Hoffnung auf das Erbe gemacht hatten, barg das Aussterben der Dukes of Norfolk Konfliktpotential, das im Kampf um die Krone zwischen Richards Bruder Eduard V. und Richards Onkel Richard, Duke of Gloucester, noch ausbrechen sollte, als John Howard sich für Gloucester entschied und später auch die Dukedom Norfolks erhielt.